# تاریخ محلی
تاریخ محلی نوعی تاریخ دربارهٔ یک شهر یا یک محل نوشته می‌شود، در این نوع تاریخ نکته اصلی حس شهر وطنی و تفاخر بومی هویدا است. مشوق اصلی تاریخ‌های محلی عموماً حکمرانان و سلسله‌های محلی بوده‌اند. تاریخ‌نگاری محلی نوعی شهرشناسی در دل تاریخ است که اطلاعات جامعی دربارهٔ شهرها، اعیان، نام آوران علم و ادب و هنر، بناهای جغرافیایی دربردارد. از نمونه‌های تاریخ محلی می‌توان به کتاب تاریخ سیستان اشاره کرد.